# Chacotangara
Chacotangara (Microspingus melanoleucus) är en fågel i familjen tangaror inom ordningen tättingar.

## Utseende och läte
Chacotangaran är en karakteristisk knubbig finkliknande fågel. Den har svart huva, grå ovansida och vit undersida. Sången beskrivs som ett tjirpande "twasut tsee twaas".

## Utbredning och systematik
Fågeln förekommer från västra Bolivia till norra Argentina, Paraguay, Uruguay och sydvästra Brasilien. Den behandlas som monotypisk, det vill säga att den inte delas in i några underarter.

### Släktestillhörighet
Tidigare placerades arten i släktet Poospiza, men genetiska studier visar att den liksom några andra Poospiza-arter samt Hemispingus trifasciatus bildar en grupp som står närmare exempelvis Cypsnagra, Donacospiza och Urothraupis. Dessa har därför lyfts ut till ett eget släkte, Microspingus.

### Familjetillhörighet
Liksom andra finkliknande tangaror placerades denna art tidigare i familjen Emberizidae. Genetiska studier visar dock att den är en del av tangarorna.

## Levnadssätt
Chacotangarana hittas i torra skogar och skogssavann. Där födosöker den i täta buskiga områden, vanligen i små flockar.

## Status och hot
Arten har ett stort utbredningsområde, men tros minska i antal, dock inte tillräckligt kraftigt för att den ska betraktas som hotad. Internationella naturvårdsunionen IUCN listar arten som livskraftig (LC).

## Namn
Chaco, eller Gran Chaco, är ett torrt tropiskt slättlandsområde på gränsen mellan Paraguay, Argentina och Brasilien.